# Combo Show
Combo Show es el noveno disco de la banda chilena Chancho en Piedra, grabado entre junio y julio de 2009.
El 10 de agosto de 2009, antes de ser publicado el disco, apareció el sencillo «Sex shop», el cual forma parte de un repertorio nuevo de doce canciones en este álbum. Éste es el noveno álbum en la discografía del grupo iniciada en 1995 con Peor es mascar lauchas y detenida desde 2007 con su último disco, Grandes éxitos de ayer y oink!.
El 3 de octubre se realiza un concierto llamado «El show del siglo», promocionando su disco Combo Show más 23 canciones de sus éxitos anteriores.
El nombre del disco, Combo Show, según sus propios creadores responde a que «el disco es un golpe de música, energía y conceptos muy propios de Chancho en Piedra, además que es un combo de hits y combo musical a la vez».

El disco contó con varios músicos invitados como Camilo Salinas y Roberto Trujillo, entre otros; fue grabado en los estudios Triana por Pablo Bello y Gonzalo González, y producido por Cristián Heyne y Gonzalo González durante los meses de junio y julio de 2009.

## Lista de canciones
| Combo Show |                         |          |  |
| N.º        | Título                  | Duración |  |
| 1.         | «Pregonero»             | 4:08     |  |
| 2.         | «Pulguitas»             | 3:06     |  |
| 3.         | «Ella quiere»           | 4:13     |  |
| 4.         | «Siameses»              | 4:21     |  |
| 5.         | «Sex shop»              | 3:31     |  |
| 6.         | «De amarillo y gris»    | 5:23     |  |
| 7.         | «Asimov»                | 2:57     |  |
| 8.         | «Cuatro vientos»        | 5:24     |  |
| 9.         | «Mona Chita»            | 4:31     |  |
| 10.        | «Una aguja en un pajar» | 4:38     |  |
| 11.        | «Remedio santo»         | 4:10     |  |
| 12.        | «Robo hormiga»          | 7:05     |  |

## Singles y Videos
1. «Sex shop» (solo single)
2. «Ella quiere» (single y video)
3. «De amarillo y gris» (single y video)
4. «Asimov» (single y video)
5. «Pulguitas» (solo single)
6. «Una aguja en un pajar» (solo single)

- Datos: Q5778860